# HTC One A9
Das HTC One A9 ist ein Smartphone von HTC, das am 20. Oktober 2015 der Öffentlichkeit vorgestellt wurde.

## Ausstattung
Das One A9 besitzt einen 64-Bit-Octa-Core-Prozessor Qualcomm Snapdragon 617 mit viermal 1,5 GHz und viermal 1,2 GHz und 2 GB RAM. Der 5 Zoll (ca. 12,7 cm) große Bildschirm löst mit 1920 × 1080 Pixeln auf. Anders als das HTC One M9 besitzt das One A9 kein IPS-Display, sondern ein AMOLED-Display.
Das One A9 wird ab Werk mit dem Betriebssystem Android in Version 6.0 „Marshmallow“, mit der Benutzeroberfläche HTC Sense 7.0 („SevenSense“) ausgeliefert.
Des Weiteren besitzt es eine 13-Megapixel-Kamera auf der Rückseite, die von einer dualen LED beleuchtet wird. Außerdem verfügt die Kamera über einen optischen Bildstabilisator. Videos können in 1080p aufgenommen werden. Auf der Vorderseite kommt eine Ultra-Pixel-Kamera mit 4,1 Megapixeln zum Einsatz, die bereits im One M9 Verwendung fand. Anstatt der („BoomSound“)-Lautsprecher, welche im HTC One M9 verbaut wurden, besitzt das One A9 einen normalen Mono-Lautsprecher. Mit passenden Kopfhörern wird der 3,5-mm-Kopfhöreranschluss von einem Dolby High-Resolution Audio unterstützt.
Der Akku mit 2150 mAh Kapazität soll eine Standby-Zeit von etwa 432 Stunden und eine Gesprächszeit von bis zu 16 Stunden erreichen.
Das One A9 unterstützt des Weiteren Voice over LTE (VoLTE) und LTE mit bis zu 300 MBit/s.